# Kōme Ena
Kōme Ena hay Koume Ena (小梅 えな 30 tháng 11 năm 1999 –) là một nữ diễn viên khiêu dâm người Nhật Bản. Cô thuộc về công ti Production ALIVE.

## Sự nghiệp・Đời tư
- Tháng 8/2019, cô ra mắt ngành phim khiêu dâm với tư cách là nữ diễn viên độc quyền của MOODYZ.[5]
- Tháng 1/2020, cô rời hợp đồng độc quyền và trở thành nữ diễn viên tự do.
- Tháng 10/2022, cô tham gia với tư cách người mẫu tại vở kịch hóa trang trong sự kiện phát hành dōjin "Yuruketto".[6]
- Sở thích/Kĩ năng đặc biệt của cô là đến các quán cà phê và chơi trò chơi. Điểm nổi bật của cô là "Ngực J Cup 103cm".[5][7] Món ăn yêu thích của cô là bánh pudding, omurice, salad và bánh kẹo. Cô cũng thích uống sữa, và cô đã uống khoảng 3 lít sữa bò mỗi ngày từ khi học tiểu học.[8]
- Loại người cô thích là người vui vẻ khi ở cùng và có thể thay đổi cảm xúc dễ dàng.[8]
- Nguyên nhân cô vào ngành là cô đã được gợi ý nreen thử trở thành nữ diễn viên khiêu dâm khi cô đang làm người mẫu ảnh. Cô đã suy nhĩ trong một thời gian, và đã chọn vào ngành vì cô nghĩ rằng nếu cô chọn một lựa chọn lớp, cô sẽ thay đổi điều gì đó.[9]